# فيليب ألين بينيت
فيليب ألين بينيت (بالإنجليزية: Philip Allen Bennett)‏ هو سياسي أمريكي، ولد في 5 مارس 1881 في الولايات المتحدة، وتوفي في 7 ديسمبر 1942 في نفس البلد. حزبياً، نشط في الحزب الجمهوري. وقد انتخب عضو مجلس ولاية ميزوري وانتخب عضو مجلس النواب الأمريكي.